# Банда батьки Книша
«Банда батьки Книша» — радянський німий кінофільм режисера Олександра Розумного, знятий на студії Держкіно в 1924 році.

## Сюжет
Йде Громадянська війна. Червона армія у прифронтовій смузі звільнила містечко, на околицях якого білі банди за підтримки колишніх чиновників і місцевого духовенства ведуть підривну роботу. Для того, щоб виявити всіх ворогів Радянської влади, переодягнені чекісти під виглядом банди Книша вриваються в місто і намагаються спровокувати до відкритих спільних дій всіх, хто проти більшовиків.

## У ролях
- Іван Аркадін —  батько Каті
- Андрій Горчилін —  парламентер Книша
- Олександр Громов —  голова
- Олександр Хачатурянц —  начальник штабу червоних
- Володимир Крігер —  начальник штабу білих
- Микола Охлопков —  Скрипаль
- Борис Шліхтінг —  Петров
- Петро Леонтьєв —  чекіст Стальной (батько Книш)
- Т. Котельникова —  Катя Говоркова
- Ольга Нарбекова — мати
- Ф. Осипов —  Вугор, безпритульний
- Антонін Панкришев —  Козирєв
- Микола Бравко —  бандит
- Всеволод Массіно — епізод
- Лев Іванов —  партієць
- Галина Кравченко — епізод
- Андрій Файт —  офіцер
- Євген Червяков — епізод
- Катерина Малолєтнова — дівчина

## Знімальна група
- Режисер — Олександр Розумний
- Сценаристи — Юрій Тарич, Натан Айзикович
- Оператор — Олександр Розумний
- Художник — Олександр Розумний